# Batalla de Los Gelves
La batalla de Los Gelves tuvo lugar en mayo de 1560 y enfrentó en las inmediaciones de la isla de Yerba (transcripción en español de un término árabe que significa 'ruina', si bien su denominación tradicional en español desde el siglo XIII es Los Gelves), en Túnez, a los otomanos comandados por Pialí Bajá y a una armada cristiana, con mayoría de tropas españolas. El resultado fue favorable a los otomanos; los europeos perdieron alrededor de la mitad de sus naves.

## Antecedentes
Ya en 1284 la Corona de Aragón desembarca en Gelves, donde se realizan labores de fortificación con la construcción de una torre y un puente.

### Desastre de los Gelves
Dentro de la segunda regencia de Fernando el Católico, la monarquía española se apodera de Orán, Bugía, Trípoli y Argel. Después de estos éxitos militares, en 1510, el ejército aragonés comandado por Pedro Navarro se refuerza y al mismo se une un contingente de fuerzas castellanas de 7000 hombres, procedente de Málaga al mando de García de Toledo, primogénito de Fadrique Álvarez de Toledo y Enríquez, Duque de Alba y padre del que sería el Gran Duque de Alba, Fernando Álvarez de Toledo y Pimentel. El día 29 de agosto de 1510, se ordenó el desembarco y avance de quince mil hombres. El calor, la falta de agua y la inexperiencia de García de Toledo fueron causas de lo que se denominó el Desastre de los Gelves. El imprudente y descoordinado avance supuso la muerte de unos cuatro mil hombres, entre ellos García de Toledo. La resonancia de esta derrota fue inmensa y ha quedado reflejada en dichos y poemas, entre ellos la Égloga II de Garcilaso de la Vega:

¡Oh patria lagrimosa, y cómo vuelves
los ojos a los Gelves, suspirando!
[...]
La arena quemaba, el sol ardía,
la gente se caía medio muerta [...]
Garcilaso de la Vega, Égloga II, vv. 1226-1227 y 1232-1233.

Otro de los poemas, en que podemos ver las repercisiones de dicha batalla es "Entre los sueltos caballos", versos 41-44 de la obra de Luis de Góngora. También en el clásico de la Literatura Española "La Vida de Lazarillo de Tormes y sus fortunas y adversidades" (Autor anónimo) editado durante 1554 conjuntamente en Burgos, Alcalá y Amberes la madre del personaje refiere a la batalla para colocar a su hijo (el futuro lazarillo) con un ciego "...diciéndole que yo era hijo de buen hombre, el cual por ensalzar la fe, había muerto en la de Los Gelves...".

### Toma de los Gelves
Don Hugo de Moncada, con título de Capitán General, se hizo cargo de la formación de una nueva armada en 1519, la cual, tras hibernar en Italia, partió desde Sicilia en abril de 1520, consiguiendo la capitulación de la plaza el 25 de mayo.

### Expansión otomana en el Mediterráneo
A causa de la derrota ante la flota de Jeireddín Barbarroja en la batalla de Préveza en 1538 y la desastrosa expedición de la Jornada de Argel en 1541, las potencias cristianas en el Mediterráneo, España y Venecia, contemplaban con disgusto cómo los otomanos les iban comiendo terreno. En 1549, Dragut se había instalado en la isla de los Gelves, y en 1551 Andrea Doria dirigió una armada contra él, huyendo el corsario de la bahía tras abrir un canal. Dragut volvió a instarse en Djerba tiempo después, y el norte de África continuó dando refugio a piratas y corsarios turcos y berberiscos que realizaban ataques en el mar y en las costas de Italia y España. De hecho, Pialí había devastado en 1558 Menorca y junto con el corsario Dragut atacaba frecuentemente las costas del Levante español, por lo que se consideró necesario expulsarlos de la zona.
Ante el cariz que estaban tomando los acontecimientos, Felipe II apeló al papa Paulo IV y sus aliados católicos para organizar una expedición que recuperase Trípoli de las manos del corsario Dragut, quien había tomado la ciudad a los Hospitalarios en agosto de 1551, concediéndole el sultán Solimán el Magnífico el título de Bey o gobernador de la ciudad.

## Los ejércitos
Se dice que el historiador William H. Prescott escribió una vez que las fuentes sobre lo sucedido en Yerba eran tan contradictorias, que dejaba al propio lector la tarea de sacar alguna cifra en claro. Cualquiera que intente llegar a algún número concreto, probablemente saque la misma conclusión.
Muchos historiadores reputados creen que la flota reunida por la Liga cristiana en 1560 estaba compuesta por 50 a 60 galeras y entre 40 y 60 naves menores. Por ejemplo, Giacomo Bosio, el historiador oficial de la Orden de Malta, escribió que allí se reunieron 54 galeras. Fernand Braudel también habla de 54 barcos de guerra, aunque por su parte, cita sólo 36 naves de apoyo. Una de las crónicas más detalladas es la de Carmel Testa, que evidentemente tuvo que tener acceso a los archivos de la Orden. Detalla con precisión lo siguiente: 54 galeras, 7 bergantines, 17 fragatas, 2 galeones, 28 veleros comerciales y 12 barcos pequeños. Todo esto provisto por la coalición formada por Génova, Nápoles, Sicilia, Florencia, los Estados Pontificios y los Caballeros Hospitalarios. La flota se reunió en Mesina bajo el mando del almirante genovés Juan Andrea Doria — su tío, el célebre Andrea Doria, colaboró en la organización y murió poco después a los 94 años. Antes de la batalla tuvo que dirigirse a Malta a causa del mal tiempo, donde se perdieron unos 2000 hombres por enfermedad.
El 10 de febrero de 1560, la flota levó anclas y se dirigió hacia Trípoli, sin que sepamos a ciencia cierta el número de soldados que embarcó la expedición. Braudel habla de 10 000 a 12 000; Testa de 14 000 y fuentes primarias hablan de 20 000, que a las claras resulta una exageración, dada la capacidad media de las galeras del siglo XVI.
La expedición llegó a tierra bastante cerca de Trípoli, su objetivo original, pero la falta de agua, las enfermedades contraídas por la tripulación y una tormenta —después se criticaría la imprevisión de atacar en invierno— provocó que los comandantes pospusiesen el ataque a Trípoli. Así, se dirigieron a la isla de Los Gelves, de la que tomaron posesión sin resistencia. El virrey de Sicilia, Juan de la Cerda y Silva, cuarto duque de Medinaceli, ordenó que se levantase una fortificación, encargo que fue comenzado en marzo.
Mientras los cristianos construían la fortaleza pensando que los turcos podrían llegar en enero de 1561, una flota turca compuesta por alrededor de 86 galeras y galeotes, a cuyo mando estaba el almirante Pialí Bajá, había zarpado ya de Constantinopla con destino a las costas tunecinas. Las fuerzas otomanas llegaron a Yerba el 11 de mayo de 1560, ya que vientos favorables posibilitaron un viaje de solo 20 días, cogiendo muy de sorpresa a las tropas cristianas.

## La batalla
La batalla se resolvió en cuestión de horas, con la mitad de las galeras cristianas hundidas o capturadas por los turcos. Al parecer, los comandantes tenían distintos pareceres sobre cómo afrontar el ataque, optando unos por guarecerse en la fortaleza, otros por presentar batalla marítima o directamente por la huida. De cualquier modo, cuando los turcos llegaron se encontraron con la flota cristiana desorganizada y tratando de huir, aunque con el viento en contra. Anderson cifra las bajas cristianas en 18 000, aunque Guilmartin es más conservador y habla de unos 9000, de los que dos tercios serían «chusma», galeotes destinados al remo.

### Asedio del fuerte de Los Gelves
A pesar de que se había decidido dejar en el fuerte recién construido 2000 soldados a cargo del maestre de campo de la infantería de Lombardía Miguel Barahona, tras la llegada de la flota turca quedaron más de 5000 hombres, entre los que se incluían 3000 soldados para la defensa liderados por Álvaro de Sande, siendo el resto marineros y mozos. La plaza fue atacada por las fuerzas combinadas de Pialí Bajá y Dragut Rais (que se unió a la flota de Constantinopla al tercer día), aunque antes de que Juan Andrea Doria consiguiese escapar en una pequeña nave.
Después de un sitio de tres meses, la guarnición cristiana se rindió el 31 de julio al apoderarse los turcos de los pozos que les abastecían, siendo aniquilados en su mayoría los cerca de 1000 hombres restantes, en tanto que los demás sirvieron para levantar la Burj al-Rus (torre de las calaveras), destruida por orden del gobernador de la isla en 1848.
Según Bosio, Pialí se llevó unos 5000 prisioneros de vuelta a Constantinopla, incluyendo al comandante español, Álvaro de Sande, que tomó el mando al huir el almirante Doria. Las crónicas de los últimos días de la guarnición sitiada son irreconciliables. Ogier de Busbecq, el embajador austriaco de los Habsburgo en Constantinopla, narra en sus Cartas Turcas que, reconociendo la esterilidad de la resistencia armada, de Sande intentó emular a Doria y escapar en una pequeña nave, cayendo pronto en manos de los turcos. Según otras fuentes (Braudel, por ejemplo), Sande lideró una escapada general el 29 de julio pero fue hecho prisionero. En cualquier caso, gracias a los esfuerzos del embajador Busbecq, Álvaro de Sande fue rescatado —los nobles capturados por el enemigo normalmente eran liberados a cambio de importantes sumas— años más tarde y llegó a luchar otra vez contra los turcos en el Gran Sitio de Malta de 1565. A propósito de Sande, también se cuenta que, al enterarse Felipe II de que se encontraba vivo, y por tanto, era rescatable, decidió no socorrer a la guarnición cristiana que resistía todavía en Los Gelves.

## Consecuencias
La victoria de Yerba representó la cima del dominio naval otomano en aguas mediterráneas, que venía creciendo desde la victoria en la batalla de Préveza, 22 años antes. Nada más conocerse la derrota, cundió el pánico en España e Italia, especialmente en Orán, que estuvo cerca de ser desalojado. Después de Los Gelves, la Orden Hospitalaria no volvería a controlar Trípoli, a lo que hay que unir la pérdida de su base en Rodas en 1522 y el Gran Sitio de 1565, en el que con la derrota turca comenzó el cambio de ciclo. Si bien fue necesario esperar todavía 6 años para que la derrota de la gran flota turca a manos de la Liga Cristiana en Lepanto (1571) diluyese el mito de la invencibilidad otomana.
Sin embargo, los turcos todavía eran una potencia de primer orden, como quedó patente con la conquista de Chipre (1571) a los venecianos poco antes de Lepanto, desastre que no les impidió reconstruir una gran flota en menos de un año y arrebatar Túnez a los españoles (a quienes los háfsidas, descendientes de los almohades, rendían vasallaje) en 1574. A partir de entonces, los turcos no harían sino ceder territorios lentamente, tanto en la costa mediterránea como en el este de Europa, contándose sonadas victorias españolas como el batalla naval del cabo Celidonia y un bombardeo sobre la propia Constantinopla en 1616.